# دارين كارتر
دارين كارتر (بالإنجليزية: Darren Carter)‏ (18 ديسمبر 1983 بسوليهل في المملكة المتحدة - ) هو لاعب كرة قدم بريطاني في مركز الوسط. شارك مع منتخب إنجلترا تحت 19 سنة لكرة القدم ومنتخب إنجلترا تحت 20 سنة لكرة القدم. أما مع النوادي، فقد لعب مع برمنغهام سيتي وبريستون نورث إيند وفوريست غرين ونادي سندرلاند ونادي ميلوول ووست بروميتش ألبيون ونادي تشيلتنهام تاون لكرة القدم ونادي نورثامبتون تاون.

## وصلات خارجية
- دارين كارتر على موقع قاعدة بيانات كرة القدم.إي يو (الإنجليزية)
- دارين كارتر على موقع Soccerbase.com (لاعب) (الإنجليزية)
- دارين كارتر على موقع Soccerway.com (الإنجليزية)
- دارين كارتر على موقع عالم كرة القدم.نت (الإنجليزية)